# Porumbel de Guinea
Porumbelul de Guinea (Columba guinea) este o specie de pasăre din genul Columba din familia Columbidae, răspândită pe scară largă în Africa subsahariană.

## Taxonomie
În 1747, naturalistul englez George Edwards a inclus o descriere și o ilustrație a porumbelului de Guinea în al doilea volum al lucrării sale A Natural History of Uncommon Birds. Gravura sa colorată manual a fost realizată din două păsări vii în casa ducelui de Richmond⁠(d) din Londra. Lui Edwards i s-a spus că porumbeii fuseseră aduși din regiunea interioară a Guineei din Africa de Vest. În 1758, când naturalistul suedez Carl Linnaeus și-a actualizat Systema Naturae pentru cea de-a zecea ediție, a plasat porumbelul de Guinea alături de toți ceilalți porumbei în genul Columba. Linnaeus a inclus o scurtă descriere, a inventat numele binomial Columba guinea și a citat lucrarea lui Edwards.
Există două subspecii recunoscute:
- C. g. guinea Linnaeus, 1758 – Mauritania până în Etiopia, la sud de Republica Democrată Congo și la nord de Malawi
- C. g. phaeonota Gray, G.R., 1856 – din sud-vestul Angolei până în Zimbabwe și Africa de Sud

## Galerie

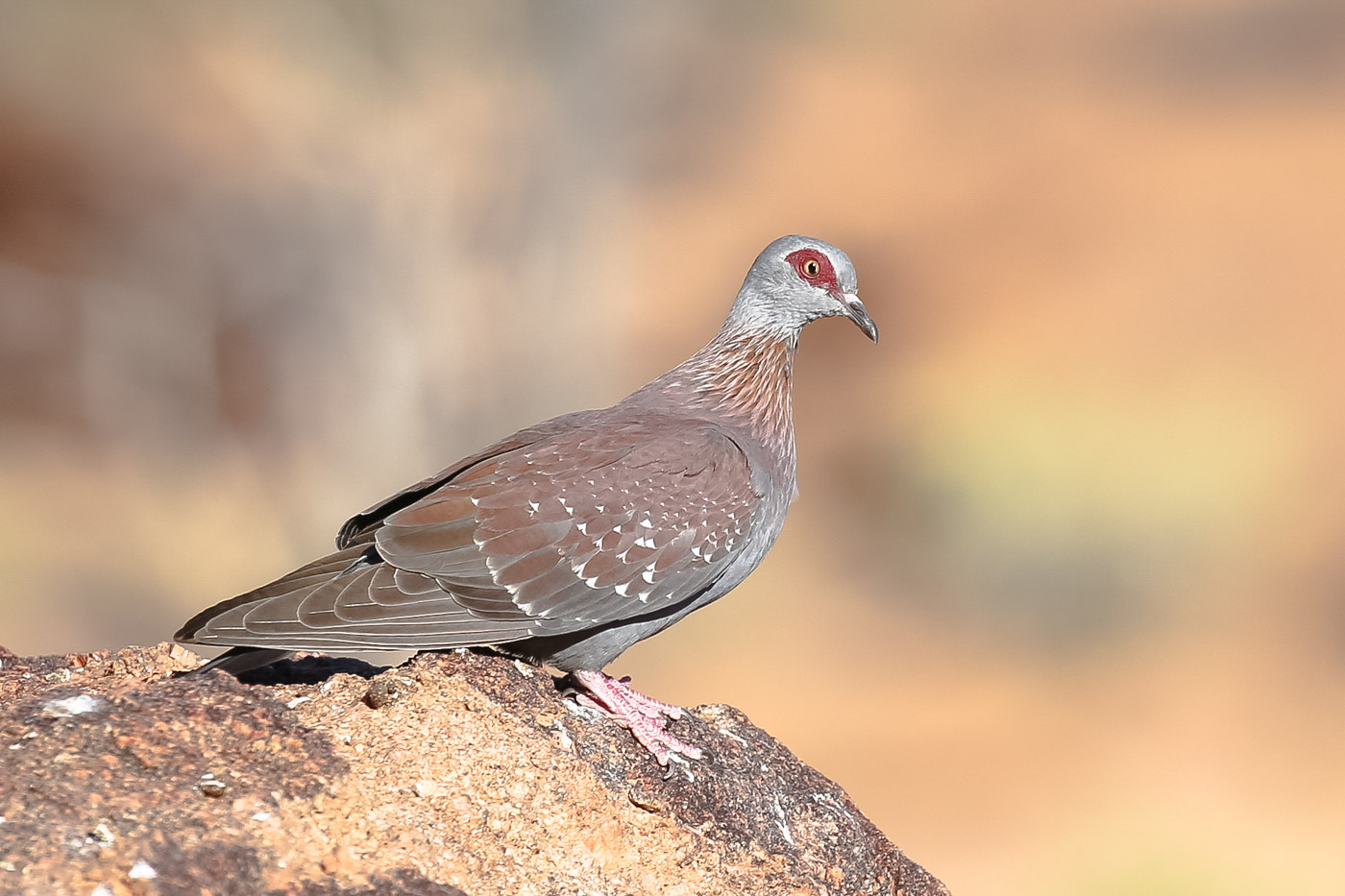
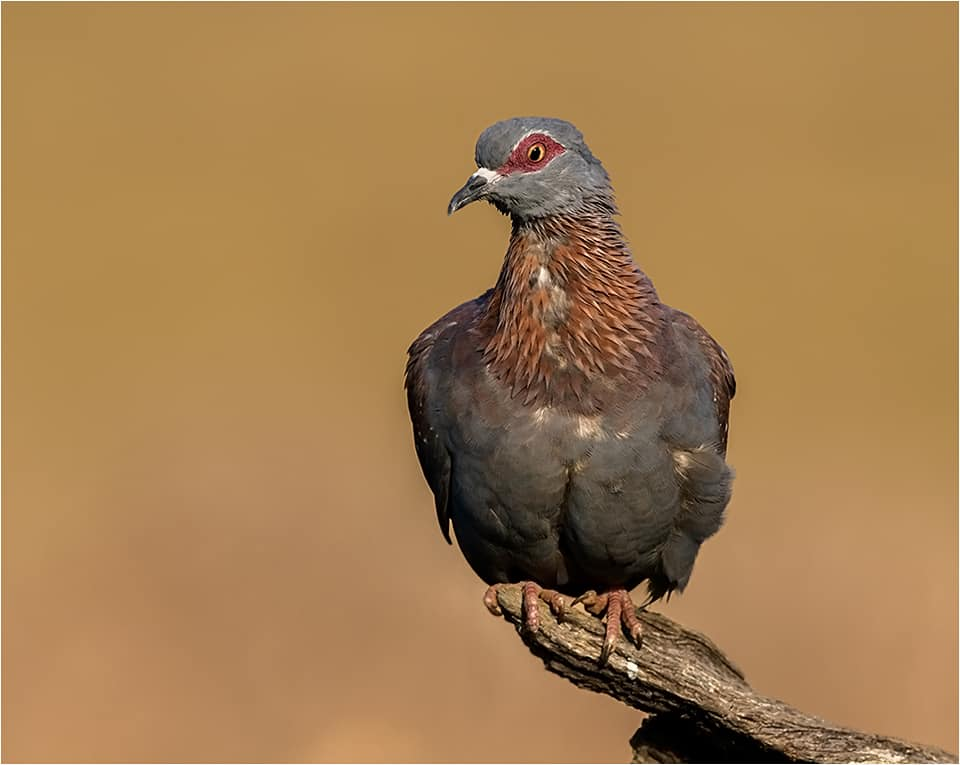
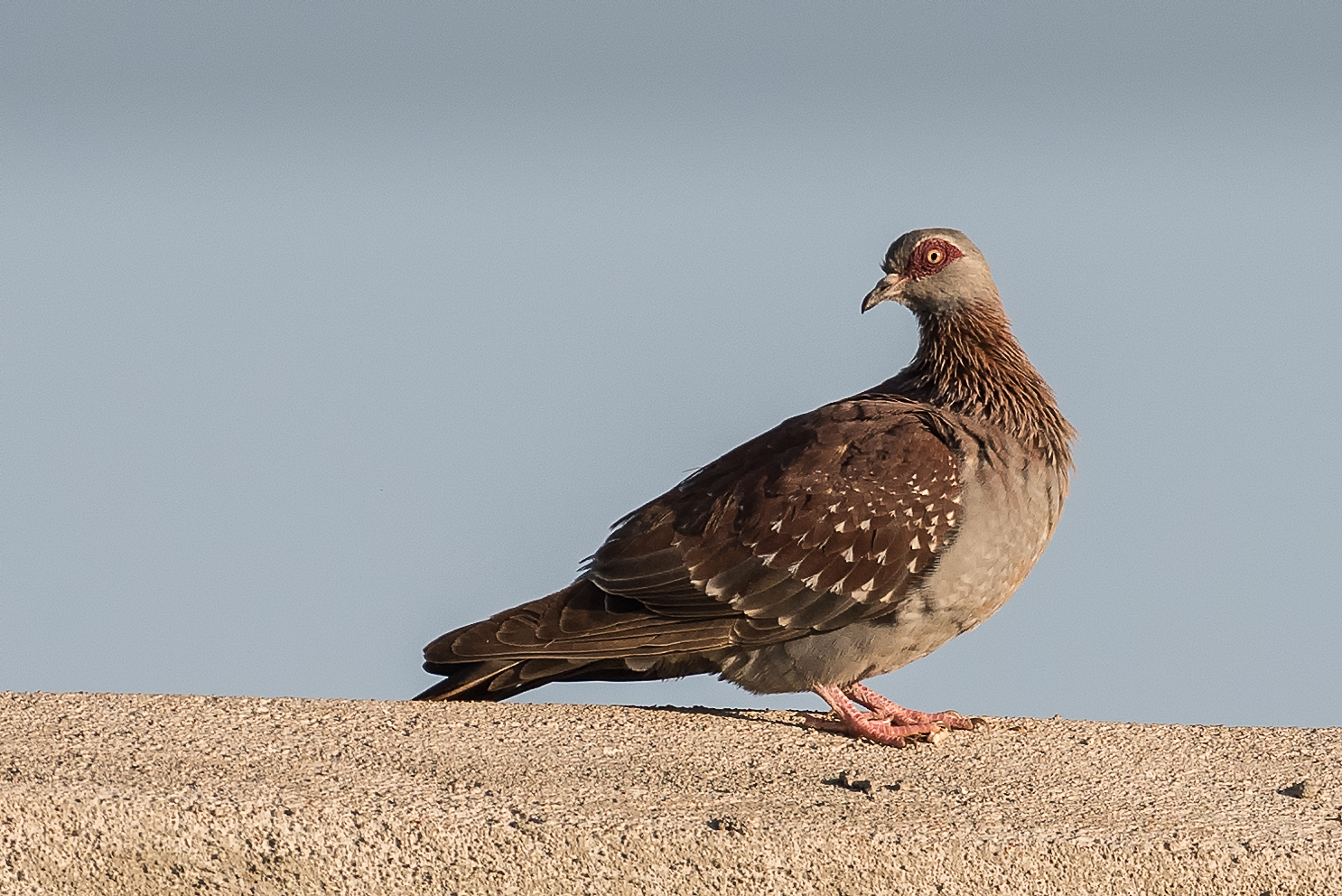